# Districtul Phanom Thuan
Phanom Thuan (în thailandeză พนมทวน) este un district (Amphoe) din provincia Kanchanaburi, Thailanda, cu o populație de 51.979 de locuitori și o suprafață de 535,78 km².

## Componență
Districtul este subdivizat în 8 subdistricte (tambon), care sunt subdivizate în 103 de sate (muban).
| Nr. | Nume         | În thailandeză | Sate | Locuitori |
| --- | ------------ | -------------- | ---- | --------- |
| 01. | Phanom Thuan | พนมทวน         | 09   | 07,667    |
| 02. | Nong Rong    | หนองโรง        | 17   | 06,475    |
| 03. | Thung Samo   | ทุ่งสมอ          | 04   | 03,089    |
| 04. | Don Chedi    | ดอนเจดีย์        | 08   | 04,839    |
| 05. | Phang Tru    | พังตรุ           | 20   | 09,315    |
| 06. | Rang Wai     | รางหวาย        | 23   | 11,249    |
| 11. | Nong Sarai   | หนองสาหร่าย     | 09   | 03,473    |
| 12. | Don Ta Phet  | ดอนตาเพชร      | 13   | 05,872    |